# Panola (Illinois)
Panola – wieś w Stanach Zjednoczonych, w stanie Illinois, w hrabstwie Woodford.